# Łoboda szypułkowa
Łoboda szypułkowa (Atriplex longipes Drejer) – gatunek rośliny w różnych systemach klasyfikacyjnych włączany do rodziny komosowatych lub szarłatowatych.

## Zagrożenia i ochrona
Roślina umieszczona na Czerwonej liście roślin i grzybów Polski (2006) i uznana za gatunek wymierający, krytycznie zagrożony (kategoria zagrożenia E). W wydaniu z 2016 roku otrzymała kategorię DD (stopień zagrożenia nie może być określony).